# Región Norte de Potosí
La Región del Norte de Potosí o también denominada Region Norte Potosí o sino Región Norte Potosino, es una de las cuatro grandes regiones geográficas en las que se divide el departamento de Potosí en Bolivia. Esta 
macrorregión se encuentra conformada por cinco provincias: Rafael Bustillo, Chayanta, General Bilbao, Charcas y Alonso de Ibáñez, las cuales a su vez se dividen en quince municipios.

## Geografía
La región norte de Potosí limita al norte con el departamento de Cochabamba, al oeste con el departamento de Oruro, al este con el departamento de Chuquisaca y al sur con la Región Centro de Potosí.

## Organización
El norte potosino abarca aproximadamente al 10,29 % de la superficie total de todo el territorio del Departamento de Potosí.
La Región del Norte de Potosí se organiza en 5 provincias las cuales son las siguientes:
- Provincia Rafael Bustillo, la cual está conformada por los municipios de Uncía, Chayanta, Llallagua y Chuquihuta. Posee un territorio de 2235 km² (1,89 % del territorio departamental) y una población de alrededor de 70 mil de habitantes.

- Provincia de Chayanta, la cual está conformada por los municipios de Colquechaca, Ravelo, Pocoata yOcurí. Posee un territorio de 4969 km² (4,20 % del territorio departamental) y una población de alrededor de 90 mil de habitantes.

- Provincia de Charcas, la cual está conformada por los municipios de San Pedro de Buena Vista y Toro Toro. Posee un territorio de 2964 km² (2,50 % del territorio departamental) y una población de alrededor de 12 mil de habitantes.

- Provincia de Alonso de Ibañez, la cual está conformada por los municipios de Caripuyo y Sacaca. Posee un territorio de 1378 km² (1,16 % del territorio departamental) y una población de alrededor de 12 mil de habitantes.

- Provincia del General Bilbao, la cual está conformada por los municipios de Arampampa y Acasio. Posee un territorio de 640 km² (0,54 % del territorio departamental) y una población de alrededor de 12 mil de habitantes.

### Autonomía Regional
En el año 1999, las 5 provincias del Norte de Potosí intentaron convertirse en el décimo Departamento de Bolivia, esto debido ante la grave falta de atención hacia la región por parte de las autoridades nacionales así como también de las autoridades departamentales.
En el año 2015, revivieron nuevamente las ideas de los proyectos autonomistas del Norte Potosino, el cual intentó constituirse en una "región autónoma departamental" como lo faculta la 
constitución política del estado, con el objetivo de administrar sus propios recursos económicos para su potencial desarrollo, pero todavía no lo pudo conseguir debido a la oposición de otras regiones del mismo departamento de Potosí.

## Demografía
Actualmente, la región tiene a 3 principales centros urbanos, entre las cuales, la ciudad de Llallagua es la más poblada, seguida de la ciudad de Uncía y por último la ciudad de  Colquechaca.
| Población Histórica de la Región Norte Potosí | Población Histórica de la Región Norte Potosí | Población Histórica de la Región Norte Potosí | Población Histórica de la Región Norte Potosí |
| Año                                           | Habitantes                                    | Representación departamental                  | Fuente                                        |
| --------------------------------------------- | --------------------------------------------- | --------------------------------------------- | --------------------------------------------- |
| 1950                                          | 186 701                                       | 36,67 %                                       | Censo boliviano de 1950                       |
| 1976                                          | 245 945                                       | 37,40 %                                       | Censo boliviano de 1976                       |
| 1992                                          | 215 484                                       | 33,36 %                                       | Censo boliviano de 1992                       |
| 2001                                          | 243 011                                       | 34,27 %                                       | Censo boliviano de 2001                       |
| 2012                                          | 265 236                                       | 32,02 %                                       | Censo boliviano de 2012                       |
| 2020                                          | 278 039                                       | 30,83 %                                       | Estimaciones del INE                          |
| 2022                                          | -                                             | -                                             | Censo boliviano de 2022                       |

## Economía
La región del Norte de Potosí es rica en plata, zinc, plomo, wolfram, oro y otros minerales. Estos minerales son explotados y extraídos y las regalías se reparten entre los 40 municipios de todo el departamento de Potosí. Cabe mencionar también que durante los últimos años, la actividad minera en el norte potosino ha aumentado considerablemente, esto debido al surgimiento de varias cooperativas mineras que explotan los minerales.